# Yuri Ancarani
Yuri Ancarani (Ravenna, 31 gennaio 1972) è un artista e regista italiano, noto soprattutto per le sue opere di videoarte caratterizzate da un approccio documentaristico.
Il suo lungometraggio Atlantide, girato nella Laguna di Venezia, è uscito nelle sale nel 2021 e gli è valsa la candidatura nella sezione Orizzonti della 78ª Mostra internazionale d'arte cinematografica di Venezia e quella per il miglior documentario ai David di Donatello 2022.

## Biografia
Ancarani è nato nel 1972 a Ravenna, dove è cresciuto. A diciannove anni si è spostato a Milano per studio, dove ha frequentato la Nuova Accademia di Belle Arti di Milano (oggi NABA), con la direzione Gianni Colombo.
È docente di videoarte presso la Nuova accademia di belle arti di Milano.
Collabora come videomaker con la rivista Toiletpaper, fondata nel 2010 da Maurizio Cattelan e Pierpaolo Ferrari.

## Carriera artistica

### La serieRicordi per modernie altri video (2000-2009)
Tra il 2000 e il 2009 Ancarani ha realizzato numerosi video. Dal 17 novembre 2012 ha esposto Ricordi per moderni, una serie di 14 di questi video, in un'omonima mostra presso il Museo Marino Marini di Firenze.
La serie è composta da: La questione romagnola (2002/2012), Ip Op (2003), Vicino al cuore (2003), Lido Adriano (2004), Isole d'acciaio (2005), Fuori stagione (2005/2012), Parcheggi a pagamento (2005/2012), Invito al desiderio (2006), Baal (2007), AranciMantra (2007), Ugarit (2007), In God We Trust (2008), Made in Italy (2009) e Rimini (2009).
Tra gli altri video realizzati negli anni 2000, non inclusi nella serie, vi sono: Portami al mare (2002), Bhargo Devasya Dhimahi (2003), Andrea Doria (2005), Sodoma (2005), Thema Thessalonica (2005), Cose trasparenti (2006), Interno 13 (2006), HC=N (2008) e Il santo (2008).

### La trilogiaLa malattia del ferro(2010-2012)
Tra il 2010 e il 2012 Ancarani ha presentato i suoi primi cortometraggi: Il capo (2010), Piattaforma Luna (2011) e Da Vinci (2012). I primi due sono stati mostrati in anteprima rispettivamente alla 67ª e alla 68ª edizione della Mostra internazionale d'arte cinematografica di Venezia, mentre il terzo è stato presentato alla 7ª edizione del Festival internazionale del film di Roma.
Queste tre opere, tutte ambientate in luoghi di lavoro, costituiscono la trilogia La malattia del ferro, che esplora il rapporto tra l'uomo e la macchina:
- Il capo (durata: 15 min) segue i movimenti di un capo cava che dirige gli scavi in una cava di marmo del Monte Bettogli a Carrara,[14][15]
- Piattaforma Luna (durata: 26 min) segue un gruppo di sei sommozzatori della piattaforma di estrazione del gas "Luna A" a Crotone che lavorano in fondo al mare e vivono all'interno di una camera iperbarica,[14][16]
- Da Vinci (durata: 25 min) segue un chirurgo che opera manovrando i bracci robotici del sistema chirurgico da Vinci in una sala operatoria dell'ospedale Cisanello di Pisa.[14][17][18]

### La trilogiaLe radici della violenza(dal 2014)
Tra il maggio e il settembre del 2014 Ancarani ha esposto il cortometraggio San Siro al Premio MAXXI, partecipando tra gli artisti finalisti.
Tra il febbraio e l'aprile del 2018 ha esposto le sue opere nella mostra intitolata Sculture, nella Kunsthalle Basel di Basilea. La mostra è stata allestita in cinque sale, nelle quali sono state mostrate otto delle sue opere, tra cui i tre corti della trilogia La malattia del ferro, due opere girate in Qatar e San Siro. Il 25 aprile 2018 Ancarani ha presentato, contestualmente alla mostra, un nuovo cortometraggio sino a quel momento inedito, intitolato San Vittore.
Tra il luglio e il novembre del 2019 ha esposto nel Museo d'arte contemporanea del castello di Rivoli la trilogia filmica Le radici della violenza, composta dai cortometraggi San Siro (2014), San Vittore (2018) e San Giorgio (quest'ultimo in fieri e fino ad allora inedito). Le tre opere sono dedicate a tre edifici, luoghi di «interazione tra i corpi umani, l'architettura, la tecnologia»:
- San Siro (durata: 26 min) è girato nello stadio San Siro di Milano e segue il personale della struttura, le forze di polizia, i tifosi e i calciatori stessi,[21][24]
- San Vittore (durata: 12 min) è girato nel carcere di San Vittore di Milano e segue i bambini che vanno a fare visita ai genitori detenuti,[21][25]
- San Giorgio (in fieri) è girato in una banca in Svizzera non meglio precisata (il titolo rende omaggio al Banco di San Giorgio a Genova) e indaga i contenuti e i protocolli all'interno di un caveau.[26]

### In Qatar:The ChallengeeWedding(2016)
Dopo un periodo di osservazione di tre anni in Qatar, nel 2016 Ancarani ha presentato il suo primo lungometraggio, The Challenge, e la video installazione Wedding.
- The Challenge (durata: 70 min) è stato girato nel deserto del Qatar e segue un gruppo di ricchi sceicchi che partecipano a una gara di falconeria.[27] Il film è stato presentato nell'agosto del 2016 nel concorso "Cineasti del presente" del Locarno Film Festival, vincendo il premio speciale della giuria.[27][28][29]
- Wedding (durata: 3 min) è un video muto, girato sempre in Qatar, che mostra i rituali di un matrimonio eseguiti tra un gruppo di sceicchi, senza la presenza di alcuna donna.[30][31] Il 15 novembre 2016 l'opera è stata presentata presso la Galerie Isabella Bortolozzi di Berlino.[32]

### Ad Haiti:Baron SamedieWhipping Zombie(2015-2017)
Negli stessi anni in cui ha lavorato al suo progetto in Qatar, Ancarani ha viaggiato anche ad Haiti, dove ha girato i video dell'installazione Baron Samedi (2015) e il cortometraggio Whipping Zombie (2017).
- Baron Samedi (durata: 9 min) è una video installazione allestita su due schermi disposti verticalmente, senza sonoro.[34][35][36][37] I video trasmessi sono stati girati nel Grand Cimetière di Port-au-Prince, il cimitero in rovina della capitale di Haiti.[34] Gli unici esseri viventi che compaiono sono delle capre selvatiche, sacrificate dagli abitanti del luogo alla divinità vudù Baron Samedi, che dà il titolo all'installazione.[35][36] L'opera è stata esposta dal 25 novembre 2015 alla mostra Ennesima - Una mostra di sette mostre sull'arte italiana, presentata dalla Triennale di Milano.[34][36]
- Whipping Zombie (durata: 30 min) è stato girato in un villaggio rurale di Haiti e mostra una danza rituale vudù chiamata kale zonbi (traducibile in "frustando lo zombi"), durante la quale vengono messe in scena dinamiche tra padrone e schiavo, rievocando il passato schiavista dell'isola.[5][29][38][39] Il 28 gennaio 2017 il cortometraggio è stato presentato in anteprima all'International Film Festival Rotterdam.[40]

### A Venezia: il lungometraggioAtlantide(2021)

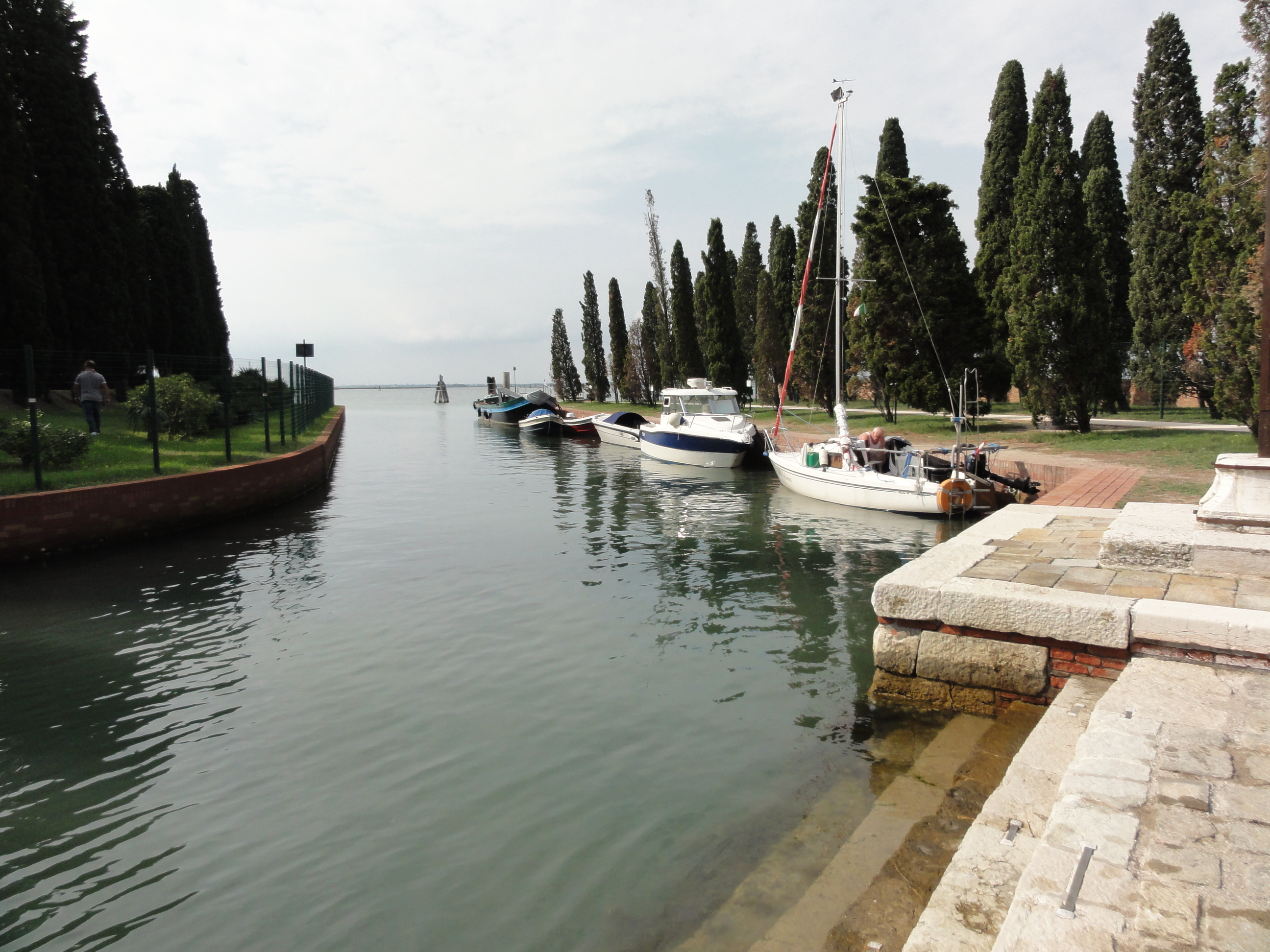
L'isola di San Francesco del Deserto è una delle location principali del lungometraggio Atlantide.

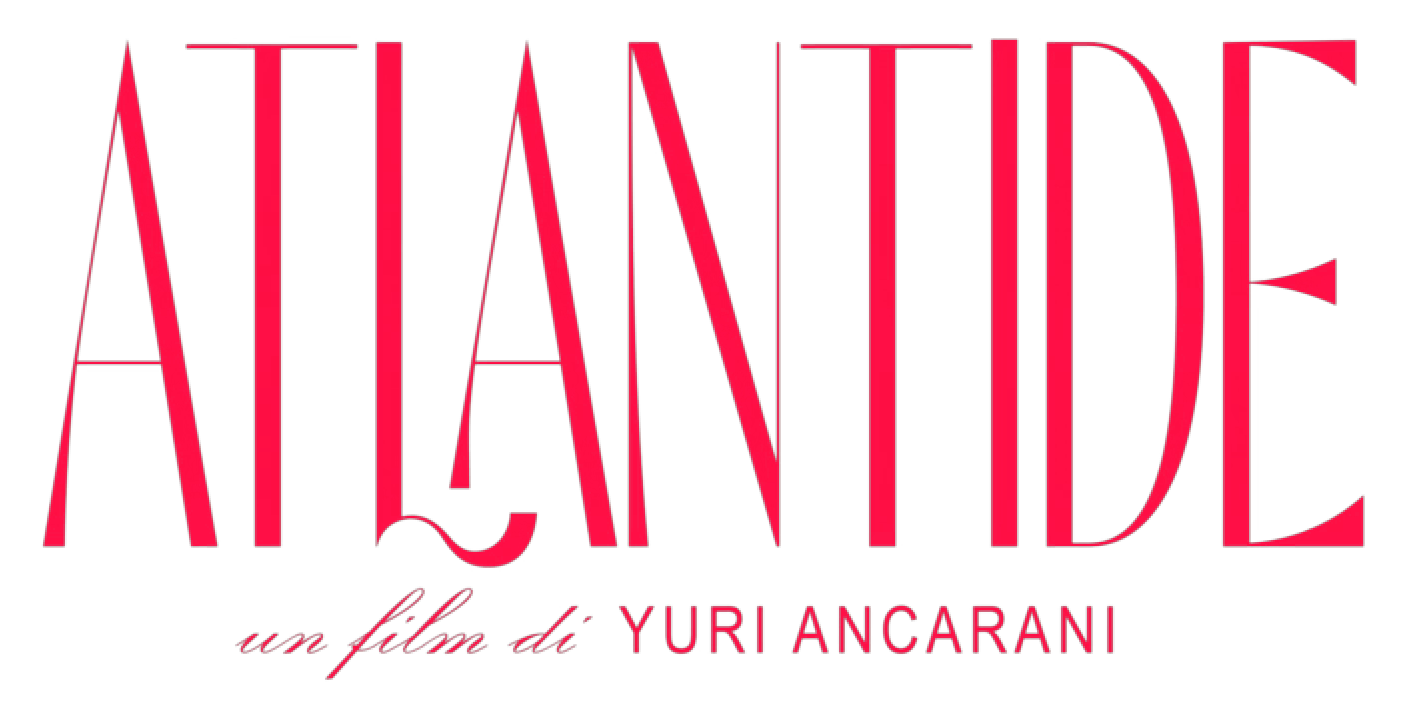
Il logo di Atlantide.

Dopo un iniziale periodo di ricerca nel 2018, Ancarani si è dedicato alla realizzazione del suo lungometraggio Atlantide, che mostra la vita di un gruppo di giovani nella Laguna di Venezia. Le riprese sono state realizzate nell'arco di tre anni, dal 2019 al 2021, attraversando eventi come l'acqua alta eccezionale e la pandemia di COVID-19, e si sono svolte principalmente nelle isole di Sant'Erasmo, San Francesco del Deserto e Pellestrina. Oltre che della regia, Ancarani si è occupato della fotografia (insieme a Mauro Chiarello) e del montaggio (insieme a Yves Beloniak).
Dopo essere stato presentato in anteprima alla 78ª Mostra internazionale d'arte cinematografica di Venezia, il film è stato distribuito nelle sale italiane a partire dal 22 novembre 2021. In seguito è stato candidato ai David di Donatello 2022 come miglior documentario. Tra il 21 e il 27 marzo il film è stato inoltre proiettato al Museum of Modern Art di New York.

### A Milano e nella Città eterna:Il popolo delle donneeRoma(2023)
Durante la produzione di Atlantide, Ancarani ha incontrato la psicoterapeuta e psicoanalista Marina Valcarenghi, con la quale ha realizzato il documentario Il popolo delle donne. Il film, che documenta una lectio magistralis sulla violenza contro le donne tenuta da Valcarenghi nel cortile della Legnaia dell'Università degli Studi di Milano, è stato prodotto in due versioni. La prima, della durata 47 minuti, è stata realizzata con budget molto ridotto, in presa diretta, senza color correction (bilanciamento complessivo del colore) ed è accompagnata da brani acustici di Éliane Radigue. È stata presentata in anteprima in occasione della mostra monografica dell'artista Lascia stare i sogni (citazione di un dialogo del protagonista del precedente Atlantide), tenutasi presso il PAC - Padiglione d'arte contemporanea di Milano dal 4 aprile all'11 giugno 2023  ed è valsa ad Ancarani il premio ACACIA 2023. È stata quindi prodotta una versione estesa a 60 minuti, completa di color correction e con l'aggiunta, in colonna sonora, del brano di Caterina Barbieri Fantas For Electric Guitar, tratto dall'album Fantas Variations ed eseguito con Walter Zanetti. Questa seconda versione è stata presentata il 3 settembre 2023 alla XX edizione delle Giornate degli autori (sezione "Proiezioni speciali"), nell'ambito dell'80ª Mostra internazionale d'arte cinematografica di Venezia e il 13 novembre 2023 è approdata nelle sale cinematografiche.
Tra il 12 e il 14 ottobre 2023 l'Accademia Nazionale di Santa Cecilia ha mostrato in anteprima la nuova opera di Ancarani intitolata Roma, come accompagnamento dell'esecuzione della Trilogia romana del compositore Ottorino Respighi, diretta da Iván Fischer presso l'Auditorium Parco della Musica di Roma.
Il film è ispirato dalla musica dello stesso Respighi e mostra un cowboy, interpretato da Daniele Barison (già protagonista del film Atlantide), cavalcare tra le rovine dell'antica Roma. È stato prodotto da Dugong Films in collaborazione con l'Istituto Luce Cinecittà.

### Altre realizzazioni
Ancarani ha realizzato diverse altre opere, tra cui la videoscultura Bora (2011), le video installazioni Rio Grande (2017) e Lapidi (2018), e i cortometraggi Séance (2014), Past Present Future e Milano (2022).

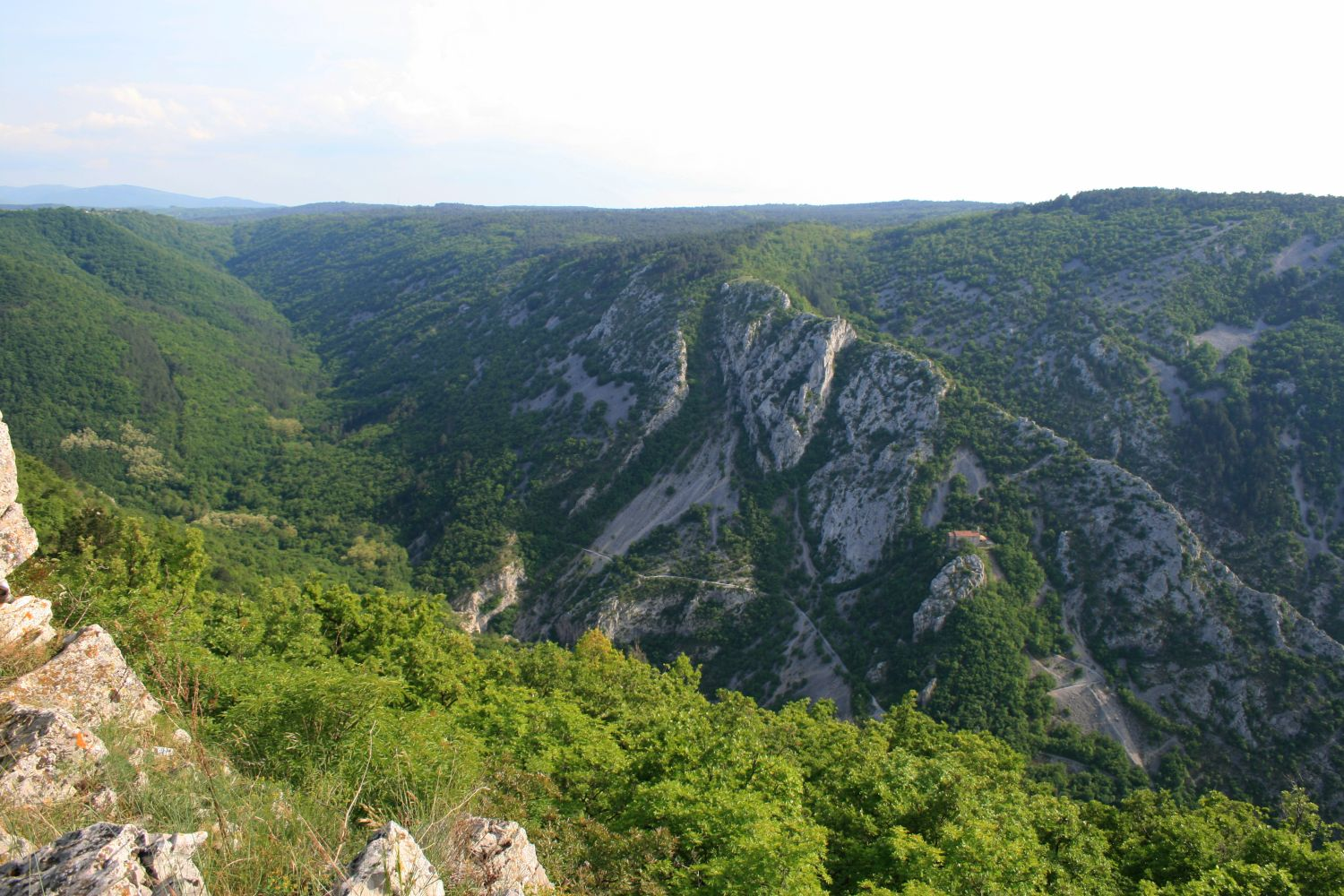
La videoscultura Bora mostra riprese girate nella riserva naturale della Val Rosandra, sul confine tra il Friuli-Venezia Giulia e la Slovenia.

Bora (durata: 45 min) è un'opera nata nel 2011 come videoclip da usare come visual per concerti dal vivo. Il video è stato girato nella Val Rosandra, una riserva naturale nei pressi di Trieste, e mostra un paesaggio carsico agitato da forti raffiche di bora. Tra i musicisti che hanno scelto di integrarlo alle loro esibizioni nei quattro anni a venire vi sono: Stephen O'Malley (nel 2011 al Ravenna Festival), Lorenzo Senni (nel 2012 al Codalunga di Vittorio Veneto, assieme a Nico Vascellari e Sissy Biasin, e nel 2014 al festival Heart of Noise di Innsbruck), Mika Vainio (nel 2013 al Futuro Presente Festival al MART di Rovereto) e Samuel Kerridge (nel 2015 al roBOt Festival di Bologna). Nel maggio del 2015 l'opera ha preso la forma definitiva di una videoscultura, con l'integrazione del video nel monitor di un apparecchio Brionvega Algol modificato, piccolo (13″) e senza fili. In questa forma, l'opera è stata presenta in anteprima il 4 novembre 2015 alla Galleria civica d'arte moderna e contemporanea di Torino.

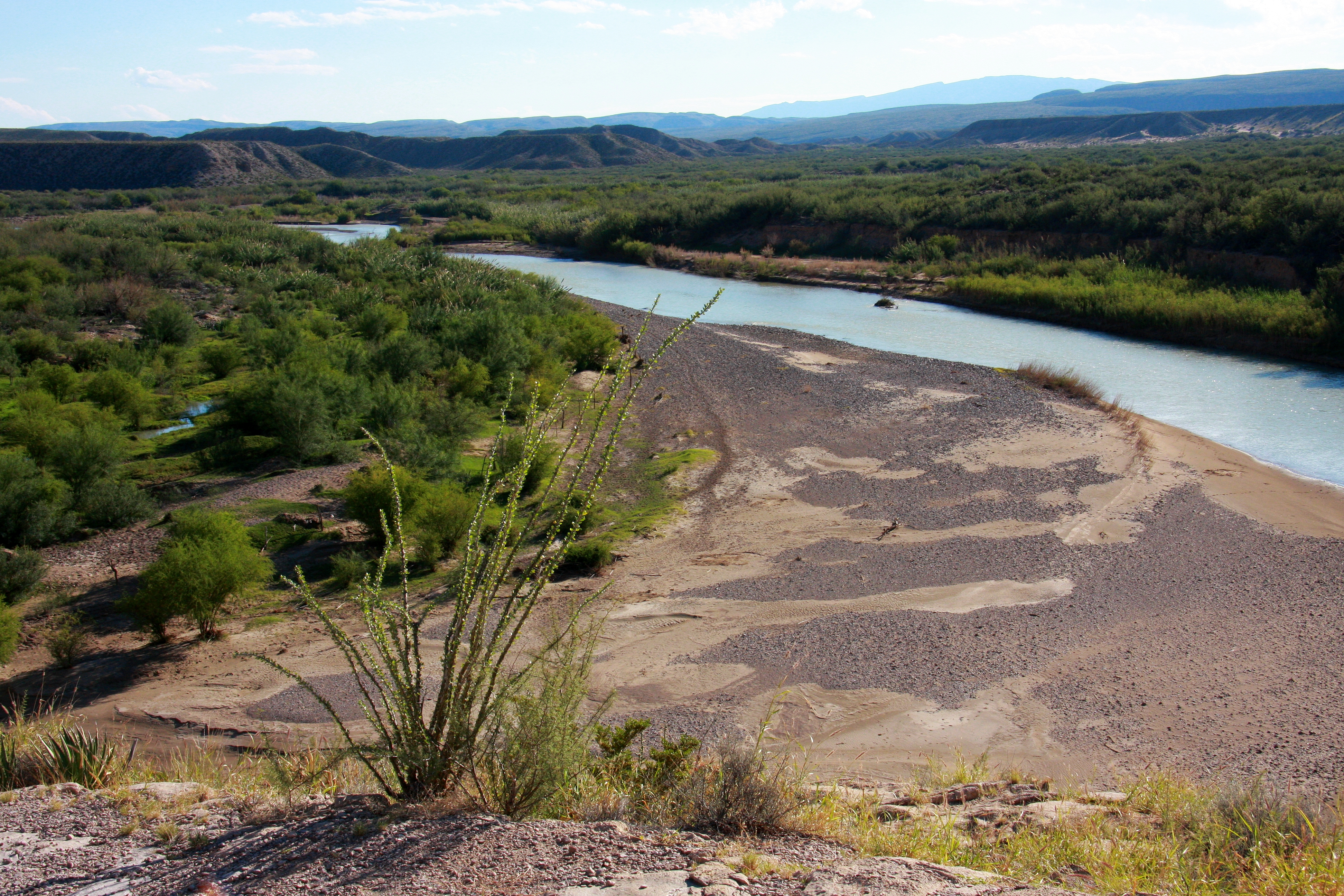
La video installazione Rio Grande mostra riprese girate nei territori attraversati dall'omonimo fiume, sul confine tra il Texas e il Messico.

Rio Grande. Postcards from the Border (durata: 11 min) è una video installazione site specific allestita su tre schermi disposti verticalmente, che è stata esposta al Caffè Florian di Venezia dall'11 maggio al 10 settembre 2017, in occasione della 14ª edizione della mostra Temporanea - Le realtà possibili del Caffè Florian. Il video è stato girato poche settimane prima nei territori al confine fra il Texas e il Messico, dove il confine è segnato dal fiume Rio Grande. La musica che ha accompagnato il video è stata composta dal musicista messicano Murcof.
Lapidi (durata: 10 min) è una video installazione allestita su due schermi verticali affiancati, che mostra una serie di monumenti commemorativi in onore delle vittime della mafia a Palermo. Dal 16 giugno 2018 è stato presentato in occasione della 12ª edizione di Manifesta, all'Oratorio della Madonna del Rifugio dei Peccatori Pentiti di Palermo, insieme a Whipping Zombie.
Séance (durata: 30 min) mostra la "conversazione", tenutasi durante una seduta spiritica presso Casa Mollino a Torino, tra la medium Albania Tomassini e il defunto Carlo Mollino, noto architetto, designer e fotografo italiano morto nel 1973. Il cortometraggio è stato presentato il 3 novembre 2014 presso il Museo Casa Mollino a Torino, all'interno della mostra Shit and Die curata da Maurizio Cattelan, Myriam Ben Salah e Marta Papini. A partire dal giorno seguente è stato trasmesso su Sky Arte.
Past Present Future - Three Exhibitions by Maurizio Cattelan (durata: 36 min) ripercorre dieci anni della carriera dell'artista Maurizio Cattelan, mostrando tre delle mostre da lui ideate: All al Solomon R. Guggenheim Museum di New York (2011-2012), Not Afraid of Love alla Monnaie de Paris (2016-2017) e  Breath Ghosts Blind all'HangarBicocca di Milano (2021-2022). È stato trasmesso da Sky Arte il 13 febbraio 2022 e successivamente reso disponibile in streaming sulla piattaforma Now.
Milano (durata: 20 min), realizzato in collaborazione con il regista teatrale Romeo Castellucci, mostra un centinaio di "scheletri", mossi da altrettanti figuranti coperti da costumi neri, che hanno sfilato per il centro di Milano nella notte tra il 20 e il 21 novembre 2021, su idea di Castellucci stesso.
È stato presentato in anteprima il 3 aprile 2022 alla Triennale di Milano.

## Filmografia

### Cortometraggi
- Il capo (2010)
- Piattaforma Luna (2011)
- Da Vinci (2012)
- San Siro (2014)
- Séance (2014)
- Whipping Zombie (2017)
- San Vittore (2018)
- Past Present Future - Three Exhibitions by Maurizio Cattelan (2022)
- Milano (2022)

### Video installazioni
- Baron Samedi (2015)
- Wedding (2016)
- Rio Grande. Postcards from the Border (2017)
- Lapidi (2018)

### Lungometraggi
- The Challenge (2016)
- Atlantide (2021)
- Il popolo delle donne (2023)
- Roma (2023)

### Altre opere
- Bora (2011) – videoscultura
- Ricordi per moderni (2012) – serie di video
- Beretta, Human Technology (2014) – come Ancarani Studio
- The Sounds of Massimo Bottura's Lasagna (2016) – video
- The Aura of Masseto (2019) – come Ancarani Studio
- San Giorgio (2019) – versione 0 - girato originario